# Паукштелло, Янис
Я́нис Па́укштелло (латыш. Jānis Paukštello, р. 26 марта 1951 года) — советский и латвийский актёр театра и кино. Заслуженный артист Латвийской ССР (1987).
Родился 26 марта 1951 года в окрестностях небольшого посёлка Яунпиебалга в Цесисском районе Латвии (сегодняшняя Яунпиебалгская волость Яунпиебалгского края). Начальное и среднее образование получил в школе-интернате посёлка Палсмане и в Мурьянской спортивной школе-интернате.
Учился на экономическом факультете Латвийского государственного университета. Занимался в Народной студии киноактёра. Окончил в 1974 году театральный факультет Латвийской государственной консерватории им. Я. Витола.
Один из ведущих актёров театра Дайлес в Риге, на сцене которого выступает с 1972 года.
Женат на Элине Бергмане. Два сына: Янис Екабс (2000) и Раймондс Давидс (2002).

## Фильмография
- 1973 — Ключи от города — Райбайс
- 1975 — Мой друг — человек несерьёзный — Арвид Ласманис
- 1976 — Смерть под парусом — Филипп Уэйд
- 1978 — Большая новогодняя ночь — Аншлав
- 1979 — Незаконченный ужин — Бенни Скакке, помощник инспектора
- 1979 — Ждите «Джона Графтона» — Траутман
- 1980 — Три минуты лёта[латыш.] — Ольгерт
- 1981 — Ожидание полковника Шалыгина — немецкий офицер
- 1981 — На грани веков — Тенис
- 1982 — Забытые вещи — Сергей
- 1982 — Владивосток, год 1918 — Вильямс
- 1983 — Чужие страсти — Эзериньш
- 1983 — Выстрел в лесу — Леиньш
- 1984 — Нужна солистка — Ансис
- 1986 — Государственная граница. Год сорок первый — немецкий лётчик
- 1986 — В заросшую канаву легко падать — Витолдс
- 1987 — Объезд[латыш.] — Лакизо
- 1990 — Наследница «Оборотней» — Густ
- 1991 — Дитя человеческое — Александр Пауланс
- 1992 — Тайны семьи де Граншан[латыш.] — Годар
- 1992 — Путники земли (Литва)
- 1993 — Рождественский переполох — Вольдемар Цирулитис
- 1997 — Жернова судьбы — старый друг
- 2001 — Бросить походя
- 2004 — Водяная бомба для кота-толстяка[латыш.] — дедушка
- 2005 — Порог высоты
- 2010 — Наследие Рудольфа[латыш.] — пастор
- 2011 — Забытый — Пётр Степанович Бурлаков, директор театра